# Japanische Badminton-Erwachsenenmeisterschaft
Japanische Badminton-Erwachsenenmeisterschaften (jap. 全日本社会人バドミントン選手権大会, zen-nihon shakaijin badominton senshuken taikai) werden seit 1958 ausgetragen. Es werden Titelkämpfe im Dameneinzel, Damendoppel, Herreneinzel, Herrendoppel und im Mixed ausgespielt. 2013 fanden die Meisterschaften zum 56. Mal statt.
Im Gegensatz zu den All-Japanischen Badmintonmeisterschaften sind hier weder Studenten noch Junioren startberechtigt. Die 16 besten Spieler(paare), d. h. die Achtelfinalteilnehmer, dieser Meisterschaft erwerben die Qualifikation zur Teilnahme an den All-Japanischen Meisterschaften.

## Titelträger
Bei unbekannten Lesungen wird der Originalname in Japanisch gelistet gefolgt von einer möglichen Lesung kursiv in Klammern.
| Jahr | Nr. | Austragungsort     | Herreneinzel                               | Dameneinzel                                | Herrendoppel                                                               | Damendoppel                                                          | Mixed                                                               |
| ---- | --- | ------------------ | ------------------------------------------ | ------------------------------------------ | -------------------------------------------------------------------------- | -------------------------------------------------------------------- | ------------------------------------------------------------------- |
| 1958 | 1   | Sapporo            | Yoshiro Sato (Kanagawa)                    | Kinue Yokoi (Zentsūji Morioka Keiri)       | 山田養三 (Yozo Yamada) 生田仁紀雄 (Noriojin Ikuta) (Postverwaltung Sendai) | Kinue Yokoi 山下久子 (Hisako Yamashita) (Zentsūji Morioka Keiri)     | Toshimichi Ishihara Hisako Toda (Okayama)                           |
| 1959 | 2   | Zentsūji           | Yoshiro Sato (Kanagawa)                    | Kinue Yokoi (Zentsūji Morioka Keiri)       | Yoshiro Sato (Odakyū Kankō) Hiroshi Sugita (Kōnan-Mittelschule)            | Kinue Yokoi 山下久子 (Hisako Yamashita) (Zentsūji Morioka Keiri)     | Hajime Kaido Miyako Morota (Tokio)                                  |
| 1960 | 3   | Nagoya             | Hiroshi Sugita (Konan Teachers)            | Yōko Takahashi (Stadtverwaltung Takaoka)   | 荒木亥久男 (Hisao Arakikai) 大野幸雄 (Yukio Ono) (Nippon Paper Industries) | Yōko Takahashi Reiko Nakashima (Stadtverwaltung Takaoka)             | Katsuhide Kitajima Tomiko Ariki (Tokio)                             |
| 1961 | 4   | Kurashiki          | Eiichi Nagai (Mitsukoshi)                  | Michiko Tachibana (Eisen & Schiefer)       | Kanetoshi Kataishi (Iwakura Homogen) Eiichi Nagai (Mitsukoshi)             | 福本和子 (Kazuko Fukumoto) (Hyakujushi Bank) Fumiko Yokoi (Kagawa)   | Hiroshi Sugita Yoshiko Sugita (Kanagawa)                            |
| 1962 | 5   | Kumamoto           | Yoshio Komiya (Toyota)                     | Fumiko Yokoi (TKE Railroad)                | Tadao Hoshino 宮田豊 (Yutaka Miyata) (NTT Tokyo)                           | Michiko Tachibana Michiko Sakai (Kanamori Narihira Shōten)           | Yoshio Komiya 蔵本文子 (Ayako Kuramoto) (Toyota)                    |
| 1963 | 6   | Ichioka            | Yoshio Komiya (Toyota)                     | Mitsuko Yokoyama (Teikoku Oil)             | Yoshio Komiya Yoshinori Itagaki (Toyota)                                   | Fumiko Yokoi Hisako Mori (TKE Railroad)                              | Tadao Hoshino Tomiko Ariki (NTT Tokyo)                              |
| 1964 | 7   | Ōmiya              | Takeshi Miyanaga (Meiji Yasuda LIC)        | Noriko Takagi (Gifu)                       | Takeshi Miyanaga (Meiji Yasuda LIC) Eiichi Sakai (Kawasaki Rackets)        | Noriko Takagi Hiroe Amano (Gifu)                                     | Tadao Hoshino Tomiko Ariki (NTT Tokyo)                              |
| 1965 | 8   | Takefu             | Takeshi Miyanaga (Meiji Yasuda LIC)        | Noriko Takagi (Gifu)                       | Takeshi Miyanaga (Meiji Yasuda LIC) Eiichi Sakai (Kawasaki Rackets)        | Noriko Takagi Hiroe Amano (Gifu)                                     | Yoshinori Itagaki 粂田順子 (Junko Kumeda) (Toyota)                  |
| 1966 | 9   | Nagasaki           | Masao Akiyama (Yoneyama)                   | Mitsue Kondo (Osaka)                       | 岡崎恵三 (Keizo Okazaki) (Kofu Government) Masao Akiyama (Yoneyama)        | Mitsue Kondo 才脇妙子 (Taeko Saiwaki) (Osaka)                        | Yoshinori Itagaki 粂田順子 (Junko Kumeda) (Toyota)                  |
| 1967 | 10  | Kamaishi           | Yoshinori Itagaki (Toyota)                 | Noriko Takagi (Gifu)                       | Yoshio Komiya Yoshinori Itagaki (Toyota)                                   | Noriko Takagi Hiroe Amano (Gifu)                                     | Yoshinori Itagaki Setsuko Ōta (Toyota)                              |
| 1968 | 11  | Wakayama           | Ippei Kojima (Yoneyama)                    | Tomoko Takahashi (Hokushin Denki)          | Eiichi Sakai Issei Nichino (Kawasaki Rackets)                              | Noriko Takagi Hiroe Amano (Gifu)                                     | Yukiharu Suzuki Tomiko Ariki (NTT Tokyo)                            |
| 1969 | 12  | Kagoshima          | Ippei Kojima (Yoneyama)                    | 硲恵美子 (Emiko Hazama) (Toyama City Hall) | Eiichi Sakai (Kawasaki Rackets) 関一誠 (Seki Kazumasa) (Waseda Staff)      | Akemi Ueno Setsuko Ōta (Toyota)                                      | 安沢武司 (Takeshi Yasuzawa) 金子美和子 (Miwako Kaneko) (Toyota)     |
| 1970 | 13  | Chiba              | Ippei Kojima (Yoneyama)                    | Etsuko Takenaka (Yoneyama)                 | Eiichi Sakai (Kawasaki Rackets) 関一誠 (Seki Kazumasa) (Waseda Staff)      | Etsuko Takenaka Machiko Aizawa (Yoneyama)                            | Eiichi Sakai (Kawasaki Rackets) Hiroe Amano (Gifu)                  |
| 1971 | 14  | Kōfu               | Masao Akiyama (Yamanashi)                  | Noriko Takagi (Koubundou Publishers)       | Junji Honma 松島保 (Tamotsu Matsushima) (Toyota Industries)                | Noriko Takagi (Koubundou Publishers) Hiroe Yuki (Kawasaki Rackets)   | Eiichi Sakai (Kawasaki Rackets) Hiroe Amano (Gifu)                  |
| 1972 | 15  | Yokkaichi          | Masao Akiyama (Yamanashi)                  | Noriko Nakayama (Koubundou Publishers)     | 宮川秀樹 (Hideki Miyagawa) 関一誠 (Seki Kazumasa) (Tokio)                  | Noriko Nakayama (Koubundou Publishers) Hiroe Yuki (Kawasaki Rackets) | Eiichi Sakai (Kawasaki Rackets) Hiroe Amano (Gifu)                  |
| 1973 | 16  | Präfektur Saga     | Ippei Kojima (Yoneyama)                    | Hiroe Yuki (Kawasaki Rackets)              | Tsutomu Imaizumi 牧野光男 (Mitsuo Makino) (Stadtverwaltung Takaoka)        | Hiroe Yuki 柴山きよ子 (Kiyoko Shibayama) (Kawasaki Rackets)          | Eiichi Sakai (Kawasaki Rackets) Hiroe Amano (Gifu)                  |
| 1974 | 17  | Namioka            | Tsutomu Imaizumi (Stadtverwaltung Takaoka) | Hiroe Yuki (Kawasaki Rackets)              | Nobutaka Ikeda Mikio Ozaki (NTT Tokyo)                                     | Hiroe Yuki Mika Ikeda (Kawasaki Rackets)                             | Shigemitsu Imai Mika Ikeda (Kawasaki Rackets)                       |
| 1975 | 18  | Nakano             | Ippei Kojima (Kanagawa)                    | Hiroe Yuki (Kawasaki Rackets)              | Shoichi Toganoo Yoshitaka Iino (Yonex)                                     | Hiroe Yuki Mika Ikeda (Kawasaki Rackets)                             | Shigemitsu Imai Mika Ikeda (Kawasaki Rackets)                       |
| 1976 | 19  | Präfektur Miyazaki | Kinji Zeniya (Kawasaki Rackets)            | Hiroe Yuki (Kawasaki Rackets)              | Tsutomu Imaizumi 牧野光男 (Mitsuo Makino) (Stadtverwaltung Takaoka)        | Etsuko Toganoo 古谷成代 (Michiyo Furuya) (Yonex)                     | Shoichi Toganoo Etsuko Toganoo (Yonex)                              |
| 1977 | 20  | Mooka              | Masao Tsuchida (NTT Tokyo)                 | Hiroe Yuki (Kawasaki Rackets)              | Shoichi Toganoo Yoshitaka Iino (Yonex)                                     | Atsuko Tokuda Mikiko Takada (Suntory)                                | Nobutaka Ikeda 池田茂子 (Shigeko Ikeda) (NTT Tokyo)                 |
| 1978 | 21  | Ōtsu               | 長谷川進 (Susumu Hasegawa) (Ishikawa)      | Hiroe Yuki (Kawasaki Rackets)              | Tsutomu Imaizumi 牧野光男 (Mitsuo Makino) (Stadtverwaltung Takaoka)        | Yoshiko Yonekura (NTT Tokyo) Emiko Ueno (Yonex)                      | 日下昇 (Noboru Kusaka) 牛田真由美 (Mayumi Ushida) (Hyakujushi Bank) |
| 1979 | 22  | Matsue             | Kinji Zeniya (Kawasaki Rackets)            | Hiroe Yuki (Kawasaki Rackets)              | Nobutaka Ikeda Mikio Ozaki (NTT Tokyo)                                     | 土田美加 (Mika Tsuchida) 原田美智子 (Michiko Harada) (Tokio)         | Masao Tsuchida (NTT Tokyo) 土田美加 (Mika Tsuchida) (Tokio)         |
| 1980 | 23  | Kiryū              | Kinji Zeniya (Kawasaki Rackets)            | Saori Kondō (Kawasaki Rackets)             | Shoichi Toganoo Yoshitaka Iino (Yonex)                                     | Yoshiko Yonekura (NTT Tokyo) Atsuko Tokuda (Suntory)                 | 森下一夫 (Kazuo Morishita) Mitsuyo Tani (Suntory)                   |
| 1981 | 24  | Noboribetsu        | Masao Tsuchida (NTT Tokyo)                 | Hiroe Yuki (Kawasaki Rackets)              | Masao Tsuchida Shōkichi Miyamori (NTT Tokyo)                               | Yoshiko Yonekura Chikako Sanda (NTT Tokyo)                           | Shōkichi Miyamori Chikako Sanda (NTT Tokyo)                         |
| 1982 | 25  | Kiryū              | Hiroyuki Hasegawa (Yonex)                  | Sumiko Kitada (Sanyo)                      | Masao Tsuchida Shōkichi Miyamori (NTT Tokyo)                               | Yoshiko Yonekura (NTT Tokyo) Atsuko Tokuda (Suntory)                 | (Yū Suzuki) Kazuko Sekine (Niigata)                                 |
| 1983 | 26  | Tawaramoto         | Kinji Zeniya (Kawasaki Rackets)            | Sumiko Kitada (Sanyo)                      | Masao Tsuchida Shōkichi Miyamori (NTT Tokyo)                               | Yoshiko Yonekura (NTT Tokyo) Atsuko Tokuda (Suntory)                 | Shoichi Toganoo Etsuko Toganoo (Yonex)                              |
| 1984 | 27  | Daiei              | Hiroshi Nishiyama (NTT Tokyo)              | Sumiko Kitada (Sanyo)                      | Hiroyuki Hasegawa Yukihiro Miyamoto (Yonex)                                | Yoshiko Yonekura (NTT Tokyo) Atsuko Tokuda (Suntory)                 | Kyōji Kushi Kimiko Jinnai (Kumamoto)                                |
| 1985 | 28  | Kōfu               | Hiroshi Nishiyama (NTT Tokyo)              | Yoshiko Yonekura (NTT Tokyo)               | Hiroyuki Hasegawa Yukihiro Miyamoto (Yonex)                                | Yoshiko Yonekura (NTT Tokyo) Atsuko Tokuda (Suntory)                 | Naotsugu Tanida (Osaka) Kazuko Takamine (Suntory)                   |
| 1986 | 29  | Itoman             | Tetsuaki Inoue (Tokio)                     | Sumiko Kitada (Sanyo)                      | Hiroshi Nishiyama (NTT Tokyo) Shinji Matsuura (Yonex)                      | Yoshiko Yonekura (NTT Tokyo) Atsuko Tokuda (Suntory)                 | Naotsugu Tanida (Osaka) Kazuko Takamine (Suntory)                   |
| 1987 | 30  | Nagaokakyō         | Shūji Matsuno (NTT Tokyo)                  | Sumiko Kitada (Sanyo)                      | Shinji Matsuura (Fujichu) Shūji Matsuno (NTT Tokyo)                        | Sumiko Kitada Yoko Koizumi (Sanyo)                                   | 鈴木裕 (Yū Suzuki) Hiromi Tsukioka (Niigata)                        |
| 1988 | 31  | Noboribetsu        | Hiroshi Nishiyama (NTT Tokyo)              | Harumi Kōhara (Sanyo)                      | Shinji Matsuura (Fujichu) Shūji Matsuno (NTT Tokyo)                        | Kimiko Jinnai Hisako Mori (Yonex)                                    | Koji Miya Hisako Takamine (Tokio)                                   |
| 1989 | 32  | Chikushino         | Hiroshi Nishiyama (NTT Tokyo)              | Yūko Koike (Suntory)                       | Shinji Matsuura (Fujichu) Shūji Matsuno (NTT Tokyo)                        | Kimiko Jinnai Hisako Mori (Yonex)                                    | Naotsugu Tanida (Osaka) Tokiko Hirota (Suntory)                     |
| 1990 | 33  | Mikawa             | Hiroki Etō (NTT Tokyo)                     | Kazue Kanai (Suntory)                      | Shinji Matsuura (Fujichu) Shūji Matsuno (NTT Tokyo)                        | Kimiko Jinnai Hisako Mori (Yonex)                                    | Yūji Murayama (NTT Kansai) Kaoru Imamura (Sanyo)                    |
| 1991 | 34  | Shinjō             | Hiroki Etō (NTT Tokyo)                     | Haruko Yachi (Suntory)                     | Shinji Matsuura (Fujichu) Shūji Matsuno (NTT Tokyo)                        | Yoshiko Tago (NTT Tokyo) Harumi Kōhara (Shobi University)            |                                                                     |
| 1992 | 35  | Sakaide            | Fumihiko Machida (NTT Tokyo)               | Aiko Miyamura (Suntory)                    | Shinji Matsuura (Fujichu) Shūji Matsuno (NTT Tokyo)                        | Aiko Miyamura Haruko Matsuda (Suntory)                               |                                                                     |
| 1993 | 36  | Ōbu                | Fumihiko Machida (NTT Tokyo)               | Kazue Kanai (Suntory)                      | Fumihiko Machida Koji Miya (NTT Tokyo)                                     | Fujimi Tamura Yoshiko Iwata (Yonex)                                  |                                                                     |
| 1994 | 37  | Shirakawa          | Takahiro Suka (NTT Tokyo)                  | Takako Ida (Sanyo)                         | Yuzo Kubota Takuya Katayama (NTT Tokyo)                                    | Aiko Miyamura Akiko Miyamura (Suntory)                               |                                                                     |
| 1995 | 38  | Mihara             | Takahiro Suka (NTT Tokyo)                  | Hisako Mizui (Fujichu)                     | Koji Miya Eiji Takahashi (NTT Tokyo)                                       | Aiko Miyamura Akiko Miyamura (Suntory)                               | 吉武裕史 (Hiroshi Yoshitake) Fujimi Tamura (Fukuoka)                |
| 1996 | 39  | Daitō              | Kazuhiro Shimogami (YKK Kyushu)            | Takako Ida (Sanyo)                         | Shinji Ōta Takuya Takehana (NTT Tokyo)                                     | Aiko Miyamura Akiko Miyamura (Suntory)                               | Shūji Matsuno Yoshiko Tago (NTT Tokyo)                              |
| 1997 | 40  | Yamato             | Kazuhiro Shimogami (YKK Kyushu)            | Yasuko Mizui (Fujichu)                     | Norio Imai Hiroshi Ōyama (Tonami)                                          | Chikako Nakayama Takae Masumo (Sanyo)                                | Fumitake Shimizu (Best Denki) Fujimi Tamura (Yoshimatsu Dental)     |
| 1998 | 41  | Yatsushiro         | Fumihiko Machida (NTT Tokyo)               | Yasuko Mizui (Fujichu)                     | Takuya Takehana Shinji Ōta (NTT Tokyo)                                     | Hiromi Yamada Naomi Murakami (Sanyo)                                 | Fumitake Shimizu Fujimi Tamura (Best Denki)                         |
| 1999 | 42  | Takaoka            | Takaaki Taniuchi (Toyama)                  | Kanako Yonekura (Ibaraki)                  | Takaaki Hayashi Katsuya Nishiyama (Nagasaki)                               | Yoshiko Iwata Haruko Matsuda (Tokio)                                 | Norio Imai (Toyama) Keiko Yoshitomi (Kumamoto)                      |
| 2000 | 43  | Shiogama           | Josemari Fujimoto (Tokio)                  | Miho Tanaka (Osaka)                        | Takuya Katayama Yuzo Kubota (Tokio)                                        | Megumi Oniike Kaori Mori (Osaka)                                     | Norio Imai (Toyama) Chikako Nakayama (Osaka)                        |
| 2001 | 44  | Nankoku            | Hidetaka Yamada (Saitama)                  | Kaori Mori (Osaka)                         | Keita Masuda Tadashi Ohtsuka (Toyama)                                      | Seiko Yamada Shizuka Yamamoto (Chiba)                                | Norio Imai (Toyama) Chikako Nakayama (Osaka)                        |
| 2002 | 45  | Komaki             | Hidetaka Yamada (Saitama)                  | Kanako Yonekura (Tokio)                    | Keita Masuda Tadashi Ohtsuka (Toyama)                                      | Chikako Nakayama (Osaka) Keiko Yoshitomi (Kumamoto)                  | Tadashi Ohtsuka (Toyama) Shizuka Yamamoto (Chiba)                   |
| 2003 | 46  | Kasukabe           | Josemari Fujimoto (Tokio)                  | Yoshimi Hataya (Kumamoto)                  | Shūichi Nakao (Saitama) Shūichi Sakamoto (Chiba)                           | Aki Akao Tomomi Matsuda (Chiba)                                      | Shūichi Sakamoto (Chiba) Noriko Ōkuma (Saitama)                     |
| 2004 | 47  | Hiroshima          | Shoji Sato (Tokio)                         | Kanako Yonekura (Tokio)                    | Shintarō Ikeda (Tokio) Tsuyoshi Fukui (Saitama)                            | Kumiko Ogura Reiko Shiota (Osaka)                                    | Tadashi Ohtsuka (Toyama) Shizuka Yamamoto (Chiba)                   |
| 2005 | 48  | Tokio              | Yūichi Ikeda (Tokio)                       | Eriko Hirose (Osaka)                       | Keita Masuda Tadashi Ohtsuka (Toyama)                                      | Kumiko Ogura Reiko Shiota (Osaka)                                    | Keita Masuda (Toyama) Miyuki Maeda (Kumamoto)                       |
| 2006 | 49  | Präfektur Ishikawa | Yūichi Ikeda (Tokio)                       | Ai Goto (Tokio)                            | Tōru Matsumoto Kōichi Saeki (Tokio)                                        | Miyuki Tai (Tokio) Noriko Ōkuma (Saitama)                            | Tōru Matsumoto Miyuki Tai (Tokio)                                   |
| 2007 | 50  | Tottori            | Yūichi Ikeda (Tokio)                       | Kaori Imabeppu (Osaka)                     | Takao Yone Noriyasu Hirata (Toyama)                                        | Aya Wakisaka Ikue Tatani (Osaka)                                     | Tōru Matsumoto Miyuki Tai (Tokio)                                   |
| 2008 | 51  | Aizu-Wakamatsu     | Shō Sasaki (Präfektur Akita)               | Masayo Nojirino (Tokio)                    | Hajime Komiyama Yoshiteru Hirobe (Tokio)                                   | Tomomi Matsuda Aki Akao (Chiba)                                      | Noriyasu Hirata (Toyama) Shizuka Matsuo (Osaka)                     |
| 2009 | 52  | Chiba              | Shoji Sato (Tokio)                         | Ai Goto (Tokio)                            | Kenta Kazuno Kenichi Hayakawa (Tokio)                                      | Satoko Suetsuna Miyuki Maeda (Kumamoto)                              | Shintarō Ikeda (Tokio) Reiko Shiota (Osaka)                         |
| 2010 | 53  | Hiroshima          | Shō Sasaki (Toyama)                        | Megumi Taruno (Tokio)                      | Kenichi Hayakawa Hiroyuki Endō (Tokio)                                     | Misaki Matsutomo Ayaka Takahashi (Tokio)                             | Naoki Kawamae Miyuki Tai (Tokio)                                    |
| 2011 | 54  | Ichinomiya         | Kazuteru Kozai (Toyama)                    | Sayaka Takahashi (Osaka)                   | Hikaru Komachiya Daisuke Suzuki (Miyagi)                                   | Yasuyo Imabeppu (Tokio) Atsuko Koike (Hiroshima)                     | Yuya Komatsuzaki Misato Aratama (Tokio)                             |
| 2012 | 55  | Asahikawa          | Jun Takemura (Hokkaidō)                    | Yui Hashimoto (Tokio)                      | Keigo Sonoda Takeshi Kamura (Toyama)                                       | Ayaka Takahashi Misaki Matsutomo (Tokio)                             | Kenta Kazuno Manami Ebuchi (Tokio)                                  |
| 2013 | 56  | Präfektur Osaka    | Kento Momota (Tokio)                       | Sayaka Takahashi (Tokio)                   | Noriyasu Hirata Hirokatsu Hashimoto (Toyama)                               | Ayaka Takahashi Misaki Matsutomo (Tokio)                             | Kenichi Hayakawa Misaki Matsutomo (Tokio)                           |
| 2014 | 57  | Kōriyama           | Kazumasa Sakai (Tokio)                     | Yui Hashimoto (Tokio)                      | Takuto Inoue Yūki Kaneko (Tokio)                                           | Shizuka Matsuo Mami Naito (Tokio/Präfektur Chiba)                    | Ryōta Taohata Ayane Kurihara (Tokio)                                |
| 2015 | 58  | Kitakyūshū         | Kazumasa Sakai (Tokio)                     | Sayaka Sato (Tokio)                        | Takuro Hoki Yugo Kobayashi (Präfektur Toyama)                              | Naoko Fukuman Kurumi Yonao (Präfektur Kumamoto)                      | Keigo Sonoda Naoko Fukuman (Präfektur Toyama/Präfektur Kumamoto)    |
| 2016 | 59  | Ichinomiya         | Kazumasa Sakai (Tokio)                     | Haruko Suzuki (Tokio)                      | Hiroyuki Endo Yuta Watanabe (Tokio)                                        | Yuki Fukushima Sayaka Hirota (Präfektur Kumamoto)                    | Yuta Watanabe Arisa Higashino (Tokio)                               |
| 2017 | 60  | Hiroshima          | Kento Momota (Tokio)                       | Ayumi Mine (Präfektur Kumamoto)            | Hirokatsu Hashimoto Hiroyuki Saeki (Präfektur Fukui)                       | Chiharu Shida Nami Matsuyama (Präfektur Kumamoto)                    | Tomoya Takashina Rie Eto (Osaka/Präfektur Gifu)                     |
| 2018 | 61  | Nankoku            | Takuma Ueda                                | Haruko Suzuki                              | Takuro Hoki Yugo Kobayashi                                                 | Nami Matsuyama Chiharu Shida                                         | Yugo Kobayashi Chiharu Shida                                        |
| 2019 | 62  | Fukuoka            | Minoru Koga                                | Natsumi Shimoda                            | Takano Masato Katsuki Tamate                                               | Rena Miyaura Kurumi Yonao                                            | Yujiro Nishikawa Saori Ozaki                                        |
| 2020 | 63  | Sendai             | abgesagt                                   | abgesagt                                   | abgesagt                                                                   | abgesagt                                                             | abgesagt                                                            |
| 2021 | 64  | Tottori            | abgesagt                                   | abgesagt                                   | abgesagt                                                                   | abgesagt                                                             | abgesagt                                                            |
| 2022 | 63  | Ichinomiya         | Takuma Obayashi                            | Asuka Takahashi                            | Takuto Inoue Kenya Mitsuhashi                                              | Ayako Sakuramoto Rena Miyaura                                        | Yuichi Shimogami Yuna Kato                                          |
| 2023 | 64  | Kyōto              | Minoru Koga                                | Haruna Konishi                             | Kazuki Shibata Naoki Yamada                                                | Mizuki Otake Miyu Takahashi                                          | Yuichi Shimogami Sayaka Hobara                                      |
| 2024 | 65  | Tottori            | Koo Takahashi                              | Riko Gunji                                 | Hiroki Midorikawa Kyohei Yamashita                                         | Rin Iwanaga Kie Nakanishi                                            | Akira Koga Yuki Fukushima                                           |